# Susdália
Susdália (ou Suzdal) é uma cidade da Rússia, o centro administrativo de um raion do Oblast de Vladimir. É uma das mais antigas cidades da Rússia. No século XII foi capital do principado, sendo Moscovo um mero assentamento subordinado. Hoje é a mais pequena localidade do Anel Dourado com apenas 9978 habitantes (em 2015), mas é uma grande atração turística. Vários dos seus monumentos estão classificados pela UNESCO na lista de Património Mundial.

## Cidades geminadas
Susdália está geminada com:
- Rothenburg ob der Tauber, Alemanha, desde 1988[5]
- Cles, Itália, desde 1991[6]
- Oberlin, Estados Unidos, desde 1991[7]
- Windham, Estados Unidos, desde 1992[8]
- Évora, Portugal, desde 2006[9]
- Loches, França, desde 2011[10]
- Shangrao, República Popular da China, desde 2012[11]